# 환자권리장전
환자권리장전은 임상적 의학적 치료과정과 관련해서 환자-제공자(의료서비스등)간 관계를 보다 긍정적이고 유연하게 최선적으로 돕는 환경을 제공할 수 있는 환자의 권리와 의무를 선언해주는 취지의 문서이다. 2019년을 기준으로 폭넓은 의료계에서 이를 적극적으로 실천하기 위해 의료서비스 제공자 스스로가 이를 환자에게 알려주고 문서로 천명하고 있다.
일반적으로 권리뿐만아니라 의무도 함께 명시되어있다는 것이 보통이다. 환자-제공자간 관계의 이해를 돕기위한 매우 긍정적인 의료계의 노력으로 평가받고있다.

## 환자권리장전의 예
| 권리 | 의무 |
| *생명의 존엄성을 보장받을 권리 *의료 및 임상 그리고 치료과정에대한 알 권리 *치료과정과 대안등에 대한 선택과 결정의 권리 *프라이버시 및 비밀보장의 권리 | * 의료서비스 제공자에게 올바른 정보를 제공할 의무 *치료 거부 결과에 대한 책임을 질 의무 * 의료서비스제공자 및 다른 환자를 존중할 의무 *성실한 재정적 이행 의무 |

## 같이 보기
- 윤리강령